# Kap Darwin
Das Kap Darwin (französisch Cap Darwin) ist ein Kap am nordwestlichen Ausläufer der Lamarck-Insel im Géologie-Archipel vor der Küste des ostantarktischen Adélielands.
Französische Wissenschaftler benannten es 1977 nach dem britischen Naturforscher Charles Darwin (1809–1882).